# Елк-Плейн (Вашингтон)
Елк-Плейн (англ. Elk Plain) — переписна місцевість (CDP) в США, в окрузі Пірс штату Вашингтон. Населення — 14 534 особи (2020).

## Географія
Елк-Плейн розташований за координатами 47°2′40″ пн. ш. 122°21′55″ зх. д. / 47.04444° пн. ш. 122.36528° зх. д. (47.044535, -122.365344).  За даними Бюро перепису населення США в 2010 році переписна місцевість мала площу 19,94 км², з яких 19,92 км² — суходіл та 0,02 км² — водойми.

## Демографія
Згідно з переписом 2010 року, у переписній місцевості мешкало 14 205 осіб у 4707 домогосподарствах у складі 3759 родин. Густота населення становила 712 особи/км².  Було 4929 помешкань (247/км²).
Расовий склад населення:
| - 78,7 % — білих - 4,6 % — чорних або афроамериканців - 3,6 % — азіатів - 2,4 % — вихідців з тихоокеанських островів - 1,2 % — корінних американців - 1,9 % — осіб інших рас |

До двох чи більше рас належало 7,6 %. Частка іспаномовних становила 6,9 % від усіх жителів.
За віковим діапазоном населення розподілялося таким чином: 27,4 % — особи молодші 18 років, 64,7 % — особи у віці 18—64 років, 7,9 % — особи у віці 65 років та старші. Медіана віку мешканця становила 35,5 року. На 100 осіб жіночої статі у переписній місцевості припадало 100,1 чоловіків;  на 100 жінок у віці від 18 років та старших — 98,4 чоловіків також старших 18 років.
Середній дохід на одне домашнє господарство  становив 69 748 доларів США (медіана — 64 769), а середній дохід на одну сім'ю — 76 246 доларів (медіана — 71 583). Медіана доходів становила 48 532 долари для чоловіків та 35 816 доларів для жінок. За межею бідності перебувало 9,4 % осіб, у тому числі 12,7 % дітей у віці до 18 років та 8,0 % осіб у віці 65 років та старших.
Цивільне працевлаштоване населення становило 6262 особи. Основні галузі зайнятості: освіта, охорона здоров'я та соціальна допомога — 22,1 %, роздрібна торгівля — 15,2 %, будівництво — 11,2 %, виробництво — 10,8 %.